# Gîte de Basse Vallée
Le gîte de Basse Vallée est un refuge de montagne de l'île de La Réunion, département d'outre-mer français dans le sud-ouest de l'océan Indien. Situé  à 660 mètres d'altitude dans la vallée formée par la ravine Basse Vallée, il relève du territoire de la commune de Saint-Philippe. D'une capacité de seize lits, desservi par plusieurs routes forestières et sentiers, il accueille surtout des randonneurs.